# IEEE 1541
IEEE 1541 è uno standard emanato dall'IEEE riguardante l'uso di prefissi per multipli binari delle unità di misura relative all'elettronica digitale e all'informatica.
Mentre il Sistema Internazionale delle unità di misura (SI) definisce multipli (e sottomultipli) basati sulle potenze del dieci (come 103, 106, ecc.), nell'informatica sono di solito preferiti multipli basati sulle potenze del due (come 210, 220, ecc.). Agli inizi questa scelta fu condizionata dall'intrinseca natura binaria dei computer e dei suoi componenti (come le RAM), considerando che l'errore tra 210 = 1024 e 103 = 1000 era abbastanza piccolo per favorire i multipli binari. Così i prefissi SI, come kilo- (k, spesso erroneamente scritto K), mega- (M) e così via, sono stati e sono spesso ancora usati per indicare multipli binari delle grandezze relative all'informatica, che non sono grandezze SI. Inoltre non c'è un uso coerente dei simboli per indicare grandezze come bit e byte. IEEE 1541 prescrive nuove raccomandazioni per rappresentare queste grandezze e unità in modo non ambiguo.
Dopo un periodo di prova di due anni, nel 2005 IEEE 1541-2002 è stato elevato a uno standard effettivo dall'Associazione per gli standard dell'IEEE; è stato riconfermato come standard in una revisione nel marzo del 2008.

## Raccomandazioni
Lo standard IEEE 1541 stabilisce:
- un insieme di unità per le grandezze usate nell'elettronica digitale e nell'informatica:
  - bit (simbolo b), una cifra binaria;
  - byte (simbolo B), un insieme di bit adiacenti (normalmente otto, anche se non necessariamente) su cui si opera come su di un gruppo;
  - octet (ottetto, simbolo o), un byte di otto bit;
- un insieme di prefissi per indicare i multipli binari delle suddette unità:
  - kibi- (simbolo Ki), 210 = 1.024;
  - mebi- (simbolo Mi), 220 = 1.048.576;
  - gibi- (simbolo Gi), 230 = 1.073.741.824;
  - tebi- (simbolo Ti), 240 = 1.099.511.627.776;
  - pebi- (simbolo Pi), 250 = 1.125.899.906.842.624;
  - exbi- (simbolo Ei), 260 = 1.152.921.504.606.846.976;
- che la prima parte del prefisso sia pronunciata come quella del corrispondente prefisso SI, e che la seconda parte sia pronunciata come nell'italiano "bi";
- che i prefissi SI non siano usati per indicare multipli binari.

La bi del prefisso deriva dalla parola "binary" (binario), quindi per esempio kibibyte significa kilobinary byte (kilobyte binario), cioè 1024 byte.
Da notare la K maiuscola nel simbolo kibi-: mentre il simbolo per il corrispondente prefisso SI kilo- è una k minuscola, è stata scelta una K maiuscola per coerenza con gli altri prefissi e con l'uso diffuso della grafia erronea del prefisso SI (come in KB).
IEEE 1541 è strettamente correlato allo standard IEC 60027-2, Amendment 2, con la differenza che quest'ultimo usa bit come simbolo per il bit.

## Accettazione
Nonostante la presenza dello standard, i nuovi prefissi binari stentano a essere accettati. Il loro uso viene normalmente confutato col fatto che i prefissi SI per indicare multipli binari sono usati da anni per le grandezze legate all'informatica, e che i maggiori sistemi operativi e applicazioni usano ancora i prefissi SI per i multipli binari.
I produttori di dispositivi di memorizzazione, come hard disk e DVD, usano comunemente i multipli decimali per esprimere le capacità di questi dispositivi. I multipli decimali sono anche usati comunemente per le velocità di trasmissione. Tutto ciò è spesso causa di confusione tra gli utenti, che vedono queste quantità riportate in modo differente e incoerente, specialmente con il crescere delle capacità e quindi dell'errore assoluto.
Nel 1998 il BIPM, una delle organizzazioni che gestisce il SI, ha pubblicato una brochure in cui si dice, tra l'altro, che i prefissi SI si riferiscono strettamente alle potenze del dieci, e che non devono essere usati per indicare multipli binari, portando ad esempio che 1 kilobit rappresenta 1000 bit e non 1024 (capitolo 3, nota a margine del paragrafo 3.1).
I sostenitori di IEEE 1541 pongono l'enfasi sul fatto che lo standard risolve la confusione che sta generandosi nel mercato, e che l'aggiunta di una i minuscola nel prefisso è un impegno minimo. Alcune applicazioni, in particolare software libero e open source, hanno abbracciato lo standard e fanno uso dei nuovi prefissi binari.